# Max Hilzheimer
Max Hilzheimer (Kehnert, 15 novembre 1877 – Charlottenburg, 10 gennaio 1946) è stato uno zoologo tedesco, specializzato nello studio degli mammiferi.
Nel 1926 ha fondato insieme a Hermann Pohle (1892-1982) e Kurt Ohnesorge (1878-1961), la Società tedesca di Mammologia (DGS), di cui divenne un membro onorario. Le autorità di Berlino, il 23 marzo 1927 dichiararono la società un'agenzia ufficiale della città di Berlino per la conservazione della natura. L'anno successivo si creò la Commissione di Berlino per la conservazione della natura, il cui primo direttore fu Hilzheimer. Allo stesso tempo è stato anche direttore del Dipartimento di Scienze del Museo Märkischen.
Ha inoltre osservato e studiato la tassonomia delle tigri, dando la Nomenclatura trinomiale (nome scientifico), all tigre della Cina meridionale (Panthera tigris amoyensis)